# هنري رينولدز
هنري رينولدز (6 يناير 1844 - 21 أبريل 1894)  (بالإنجليزية: Henry Reynolds)‏ هو لاعب كريكت بريطاني.